# Barbara Kostka
Barbara Bożena Kostka (zm. 20 listopada 2021) – polska farmaceutka, prof. dr hab. n. farm.

## Życiorys
Obroniła pracę doktorską, w 1993 habilitowała się na podstawie pracy zatytułowanej Działanie związków rtęci na aktywność hemostatyczną płytek krwi. 25 września 2009 nadano jej tytuł profesora w zakresie nauk farmaceutycznych. Została zatrudniona na stanowisku profesora nadzwyczajnego w Katedrze Chemii Farmaceutycznej i Biochemii Uniwersytetu Medycznego w Łodzi, oraz pracowała w Wyższej Szkole Informatyki i Umiejętności w Łodzi.
Zmarła 20 listopada 2021.

## Odznaczenia
- Krzyż Kawalerski Orderu Odrodzenia Polski (2005)[4]